# Bureau Forum NGO's
Bureau Forum NGO's (BFN), voluit Stichting Bureau voor de Dienstverlening aan NGO's, is een Surinaamse organisatie die zich richt op het versterken van niet-gouvernementele organisaties (ngo's).

## Achtergrond
Het BFN is op 16 juli 1993 opgericht als werkarm van de Vereniging Forum NGO's. Het vertegenwoordigt kleine tot grote organisaties in het gehele land die zich bezighouden met duurzame ontwikkeling. Het doel is om dubbel werk zoveel mogelijk te voorkomen, en zo de efficiëntie van de aangesloten organisaties te vergroten. Het bureau geeft aan kleinere organisaties begeleiding en trainingen.

## Projecten
Het bureau heeft een budget beschikbaar voor initiatieven van organisaties. In 2003 werd de organisatie Okanisi Sidon Libi ondersteund die 27 dorpen vertegenwoordigde en zich richtte op oeverversterking in Aukaans gebied langs de Tapanahonyrivier. Aan het Corantijnstrand in Nickerie ondersteunde het in 2011 bij de opzet van de ambachtswinkel Beach Shop waar kansarme vrouwen in de omgeving hun inkomen kunnen verdienen. Rond 2012 steunde het dorpelingen in Nieuw-Aurora bij de opzet van een dorpskas. Hiervoor sparen dorpelingen elke maand 10 tot 50 dollar en kunnen ze na zes maanden tot het tienvoudige van het ingelegde geld lenen. In 2017 steunde het BFN een project van vrouwelijke telers, waar palmolie door certificering geschikt gemaakt werd voor export. In februari 2018 stelde het BFN 64.400 euro beschikbaar voor genderprojecten van 17 organisaties, zoals het Vrouwen Parlement Forum.